# Louis Gabriel Suchet
Louis Gabriel Suchet (Lyon, 2 de marzo de 1770 - Marsella, 3 de enero de 1826) fue un militar y político francés, mariscal del primer Imperio, duque de la Albufera y par de Francia.

## Biografía
Nació en Lyon, en 1770. En 1791 ingresó en la Guardia Nacional y al año siguiente lo hizo en el ejército, primero como capitán de voluntarios en Ardèche. Con el grado de comandante tomó parte en el sitio de Toulon (1793).
Destinado más tarde en Italia, participó en varios combates; fue herido en  los de Urca[cita requerida] y Neumark. En 1799 fue ascendido a general de división luchando en la batalla de Novi y participó en la defensa de Génova, junto a Masséna.
Más tarde se distinguió en las batallas de Austerlitz y de Jena; obtuvo el título de conde en 1808. Este mismo año fue trasladado a España, a las órdenes del mariscal Mortier con el V cuerpo de ejército, con el cual intervino en el sitio de Zaragoza. En abril de 1809, fue nombrado general en jefe del ejército de Aragón, con el cual, tras un sufrir un pequeño revés en Alcañiz, derrotó al general Blake en las batallas de María y Belchite. En 1810 conquistó Lérida y Mequinenza, y en 1811 Tortosa y Tarragona. La conquista de esta última ciudad le valió ser nombrado por Napoleón mariscal de Francia. En agosto de 1811, estando en Aragón, recibe órdenes de ocupar Valencia. De camino a Valencia sitia Sagunto y el 26 de octubre se enfrenta al general Blake derrotándolo en la batalla de Sagunto. Suchet recibió una grave herida en el hombro durante la batalla. En 1812 entró en Valencia recibiendo el título de duque de la Albufera.
Cuando José I se retiró de Madrid tras la batalla de los Arapiles, Suchet abandonó Valencia y regresó a Aragón, donde se quedó a la espera de acontecimientos. Ante la derrota inminente del ejército napoleónico en la península tras la batalla de Vitoria, Suchet se retiró a Cataluña, siendo sus tropas las últimas que abandonaron España.
Encontrándose en Narbona, recibió la noticia de la abdicación del emperador, firmando una tregua con el duque de Wellington, el 14 de abril de 1814. Ofreció sus servicios a Luis XVIII, que lo recompensó con el título de comandante de la orden de San Luis. Pero cuando Napoleón regresó durante los Cien Días, se puso nuevamente a sus órdenes, obteniendo el mando del ejército de los Alpes. Rindiéndose a la Séptima Coalición en Lyon el 12 de julio de 1815.
Durante la Restauración fue destituido de su título de par de Francia, y no volvió a tener ningún mando importante, aunque recuperó el título de par en 1819. Participó en los Cien Mil Hijos de San Luis. Al final de su vida se retiró y se alejó de París, muriendo en el castillo de Montredón, cerca de Marsella, el 3 de enero de 1826. Está enterrado en el cementerio del Père-Lachaise (división 39).